# Alfa Centauri (album)
Alfa centauri – dziesiąty album muzyczny zespołu Komety, wydany 14 lutego 2020 roku przez wytwórnię Thin Man Records na płytach CD w wersji digipak. Płytę zespół nagrał w składzie: Lesław (śpiew i gitary), Dżony (perkusja), Riczmond (gitara basowa, śpiew).

## Spis utworów
1. "Alfa Centauri"[1]
2. "Dominika się waha"
3. "Na sprzedaż"
4. "Gdańsk Sopot Gdynia"
5. "Nigdy"
6. "Rezonans"
7. "Szyfry"
8. "Upiory w szuwarach"
9. "Walka z instynktem"
10. "Horyzont"